# Coho (navire)
Le Coho est un ferry construit en 1959 par les chantiers Lockheed Shipbuilding and Construction Company de Seattle. Il est mis en service le 29 décembre 1959 pour la compagnie Black Ball Ferry Line.

## Histoire
Le Coho est un ferry construit en 1959 par les chantiers Lockheed Shipbuilding and Construction Company de Seattle. Il est mis en service le 29 décembre 1959 pour la compagnie Black Ball Ferry Line.
Les plans duCoho ont été faits par Philip F. Spaulding (en). Il doit son nom au Coho, un type de saumon présent dans le Pacifique.
Le 14 décembre 1999, le terroriste Ahmed Ressam est arrêté par les autorités portuaires de Port Angeles après avoir essayé de traverser la frontière américano-canadienne en prenant le Coho depuis Victoria. Les garde-côtes découvrent des bombes artisanales dans sa voiture avant qu'il ne reconnaisse qu'il avait prévu de faire un attentat dans l'Aéroport international de Los Angeles le 31 décembre 1999.

## Sources
- (en) Cet article est partiellement ou en totalité issu de l’article de Wikipédia en anglais intitulé « MV Coho » (voir la liste des auteurs).